# ناحیه سنگوار
ناحیهٔ سنگوار (به تاجیکی: Ноҳияи Сангвор) (نام سابق: ناحیهٔ طویل‌دره) یکی از ناحیه‌های اداری استان ناحیه‌های تابع جمهوری است که در مرکز کشور تاجیکستان جای دارد و مرکز آن، جماعت طویل‌دره است که با شهر دوشنبه ۱۹۰ کیلومتر فاصله دارد.

## مردم
این ناحیه در سال ۲۰۰۸ میلای دارای ۱۲٫۶۶۰ نفر جمعیت بوده که مذهب آن‌ها حنفی است و به زبان فارسی تاجیکی سخن می‌گویند.

## حکومت
سرور ناحیهٔ سنگوار، رئیس حکومت آن است که توسط رئیس جمهور تاجیکستان برگزیده می‌شود، نهاد قانونگذاری ناحیهٔ طویل‌دره، مجلس نمایندگان خلق می‌باشد که توسط رأی‌دهندگان این ناحیه برای ۵ سال انتخاب می‌شوند.

## تقسیمات
جماعت‌های این ناحیه بشرح زیر است:
| بخش‌های ناحیهٔ طویل‌دره |       |
| جماعت (بخش)          | جمعیت |
| چهل‌دره               | ۴۴۴۴  |
| طویل‌دره              | ۴۰۶۷  |
| زرشویان              | ۴۱۴۹  |